# Dwurząd
Dwurząd (Diplotaxis DC.) – rodzaj roślin z rodziny kapustowatych (Brassicaceae). Obejmuje 37 gatunków. Rośliny te występują naturalnie w basenie Morza Śródziemnego – w Afryce Północnej, Europie Południowej i Azji Zachodniej – oraz w Azji Środkowej. W Polsce rosną dwa gatunki jako zadomowione już antropofity – dwurząd murowy D. muralis i dwurząd wąskolistny D. tenuifolia. Poza tym przejściowo dziczeje dwurząd rokiettowaty D. erucoides.

## Morfologia
PokrójZielna roślina jednoroczna lub bylina, niektóre gatunki mają owłosione pędy.
LiścieLiście odziomkowe zebrane są w rozetę. Są pojedyncze o blaszce pierzasto-dzielnej lub pierzasto-siecznej. Liście łodygowe są naprzemianległe.
KwiatySą promieniste, obupłciowe, zebrane w grona. Rozwijają się na szczytach pędów. Złożone są z 4 działek kielicha i 4 płatków. Mają 6 pręcików czterosilnych – 4 wewnętrzne dłuższe od 2 zewnętrznych. Słupek górny z zalążnią jednokomorową.
OwocePękające, równowąskie łuszczyny.

## Systematyka

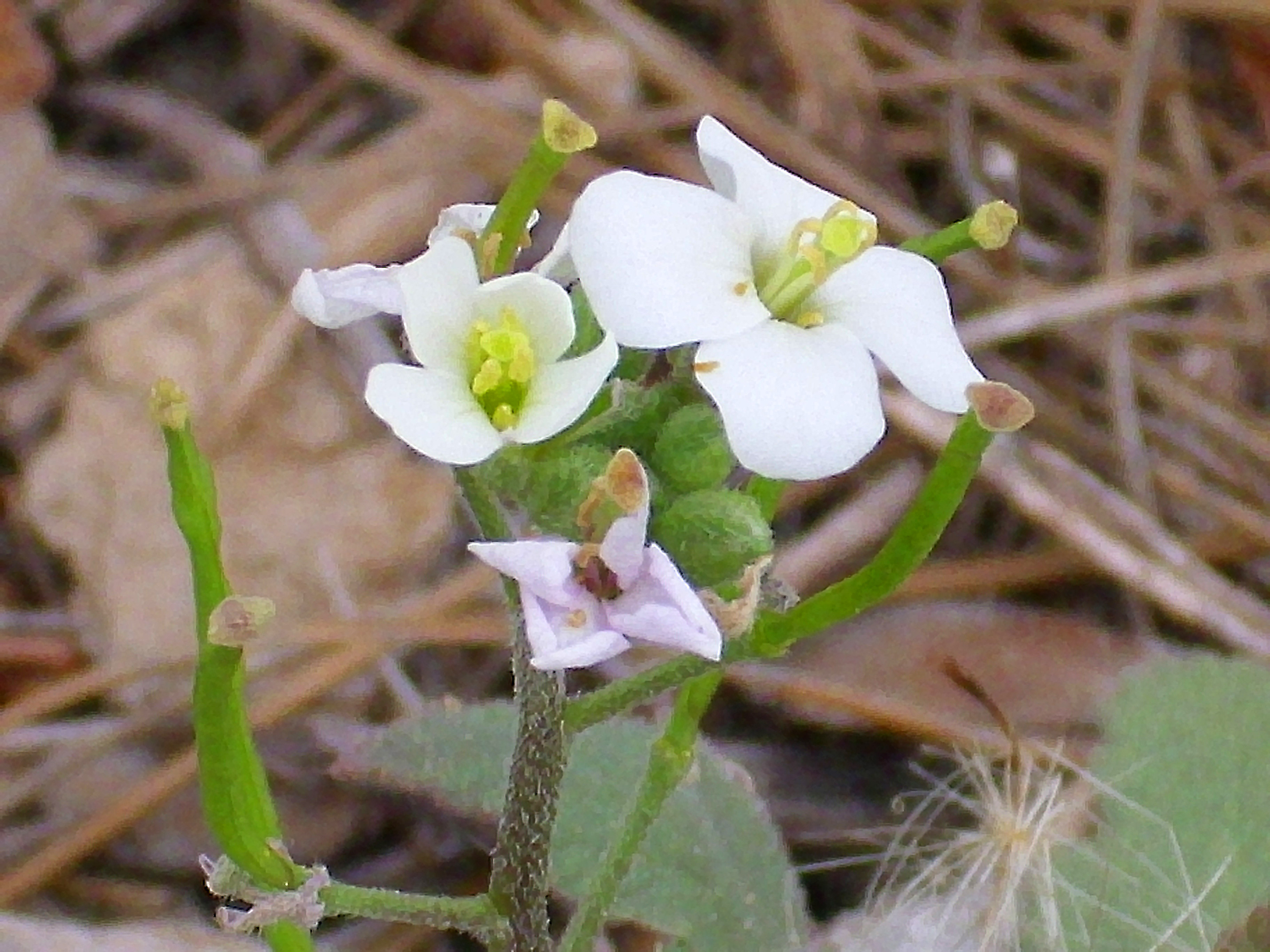
Diplotaxis erucoides

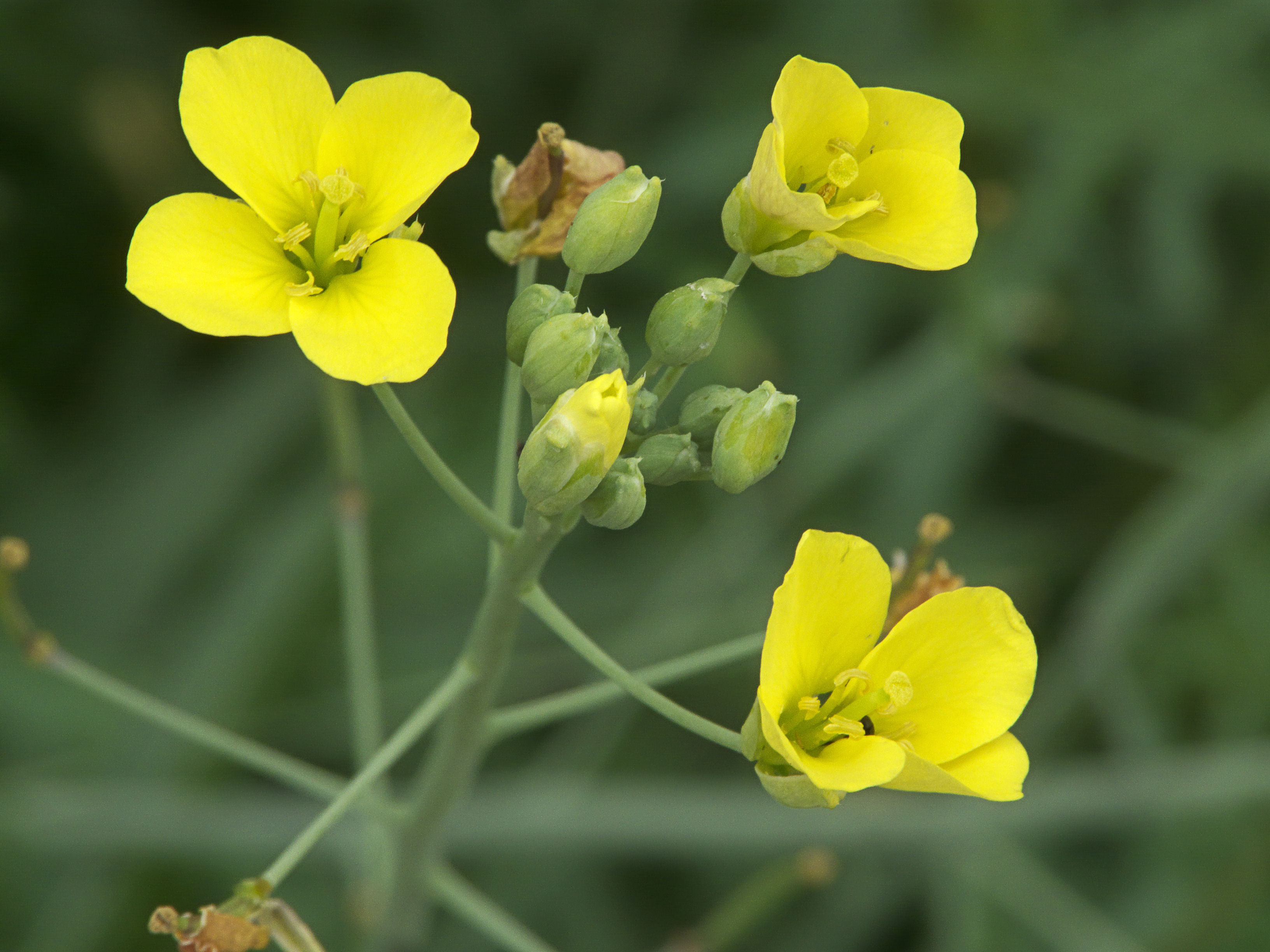
Dwurząd wąskolistny (Diplotaxis tenuifolia)

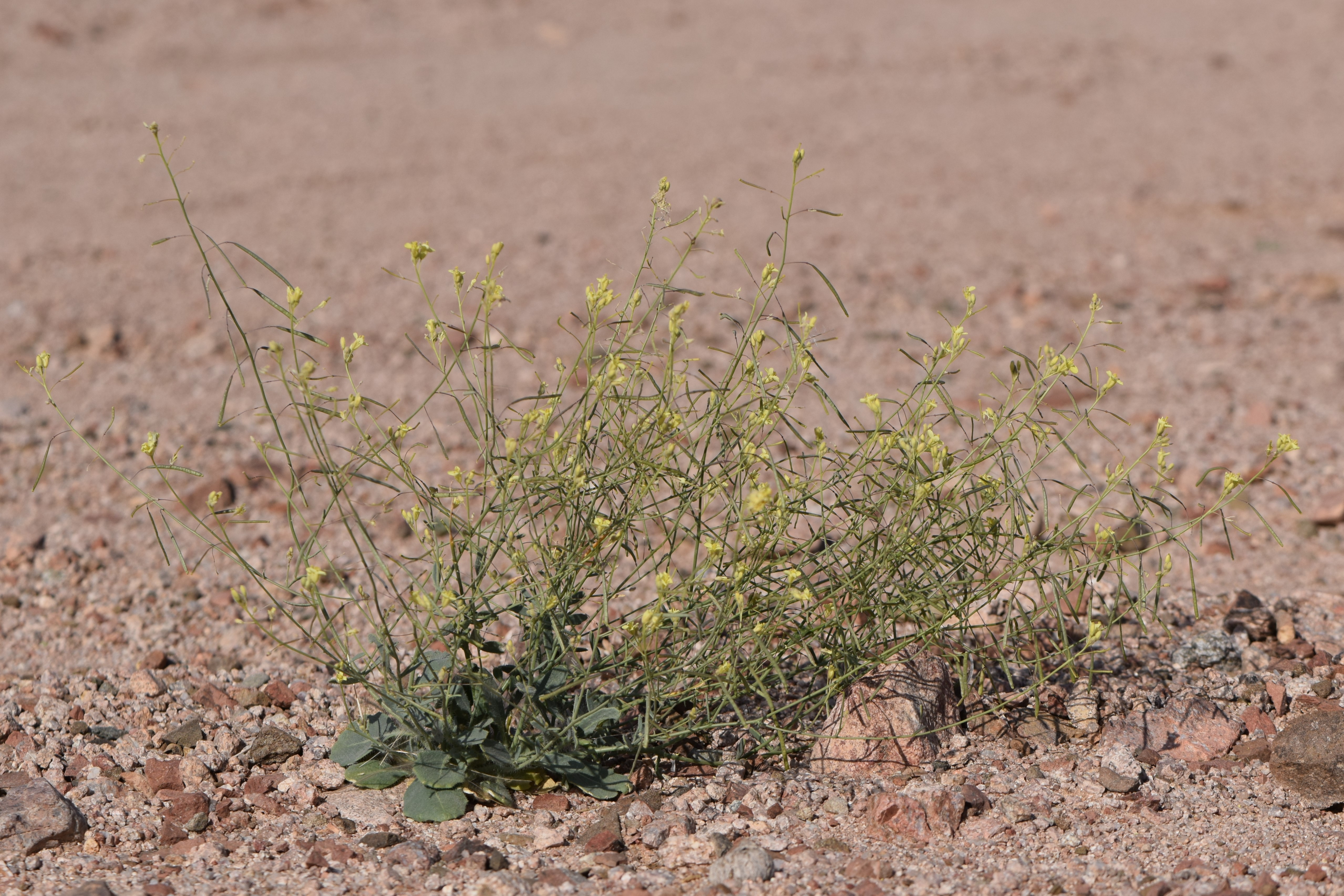
Diplotaxis harra

Pozycja systematyczna według APweb (aktualizowany system APG IV z 2016)
Należy do rodziny   kapustowatych (Brassicaceae), rzędu kapustowców (Brassicales), kladu różowych (rosids) w obrębie okrytonasiennych (Magnoliophyta ).
Pozycja w systemie Reveala (1993–1999)
Gromada okrytonasienne (Magnoliophyta Cronquist), podgromada Magnoliophytina Frohne & U. Jensen ex Reveal, klasa Rosopsida Batsch, podklasa ukęślowe (Dilleniidae Takht. ex Reveal & Tahkt.), nadrząd Capparanae Reveal, rząd kaparowce (Capparales Hutch.), podrząd Capparineae Engl., rodzina kapustowate (Brassicaceae Burnett), rodzaj dwurząd (Diplotaxis DC.).
Wykaz gatunków
- Diplotaxis acris (Forssk.) Boiss.
- Diplotaxis antoniensis Rustan
- Diplotaxis assurgens (Delile) Gren. ex Thell.
- Diplotaxis australis Mart.-Laborde
- Diplotaxis berthautii Braun-Blanq. & Maire
- Diplotaxis brachycarpa Godr.
- Diplotaxis brevisiliqua (Coss.) Mart.-Laborde
- Diplotaxis catholica (L.) DC.
- Diplotaxis cretacea Kotov
- Diplotaxis cyrenaica (E.A.Durand & Barratte) Maire & Weiller
- Diplotaxis duveyrieriana Coss.
- Diplotaxis erucoides (L.) DC. – dwurząd rokiettowaty
- Diplotaxis glauca (J.A.Schmidt) O.E.Schulz
- Diplotaxis gorgadensis Rustan
- Diplotaxis gracilis (Webb) O.E.Schulz
- Diplotaxis griffithii (Hook.f. & Thomson) Boiss.
- Diplotaxis harra (Forssk.) Boiss.
- Diplotaxis hirta (A.Chev.) Rustan & L.Borgen
- Diplotaxis ibicensis (Pau) Gómez-Campo
- Diplotaxis ilorcitana (Sennen) C.Aedo Pérez, Mart.-Laborde & J.F.Mu
- Diplotaxis kohlaanensis A.G.Mill. & J.A.Nyberg
- Diplotaxis muralis (L.) DC. – dwurząd murowy
- Diplotaxis nepalensis H.Hara
- Diplotaxis ollivieri Maire
- Diplotaxis pitardiana Maire
- Diplotaxis saharensis (Coss.) Mart.-Laborde
- Diplotaxis × schweinfurthii O.E.Schulz
- Diplotaxis siettiana Maire
- Diplotaxis siifolia Kunze
- Diplotaxis simplex (Viv.) Spreng.
- Diplotaxis sundingii Rustan
- Diplotaxis tenuifolia (L.) DC. – dwurząd wąskolistny
- Diplotaxis tenuisiliqua Delile
- Diplotaxis varia Rustan
- Diplotaxis villosa Boulos & Jallad
- Diplotaxis viminea (L.) DC.
- Diplotaxis virgata (Cav.) DC.
- Diplotaxis vogelii (Webb) Cout.
- Diplotaxis × wirtgenii Rouy & Foucaud